# Štefica Žužek
Štefica Žužek, slovenska harfistka in glasbena pedagoginja, * 16. junij 1940, Ljubljana.

## Življenje in delo
Rodila se je v Ljubljani v družini založnika Jožeta Žužka, živi na Nizozemskem; od 1970 poročena Michiels van Kessenich, a kot harfistka nastopa le z dekliškim priimkom.
V rojstnem mestu je obiskovala klasično gimnazijo (1951-1959) in študirala harfo pri Eleni Portograndi na Akademiji za glasbo (1958-1962) in 1963 diplomirala ter 1964 končala tudi podiplomski študij. Leta 1965 je diplomirala iz harfe še na konservatoriju v Maastrichtu (Nizozemska). V letih 1959–1964 je bila harfistka v Simfoničnem orkestru RTV v Ljubljani, 1964–1966 solo harfistka v Limburgs Symphonie Orkest v Maastrichtu, od 1966 je solo harfistka v Residentie Orkest v Haagu. Poučevala je na glasbenih šolah v Maastrichtu in Haagu, od 1986 uči na konservatoriju v Arnhemu. Je članica združenj World Harp Congress, American Harp Association in United Kingdom Harp Association. Leta 1965 je bila nagrajenka svetovnega harfističnega tekmovanja v Izraelu.
Z repertoarjem, ki obsega vsa pomembna dela za harfo nastopa solistično in komorno. Nastopala je v Sloveniji in večkrat snemala za RTV Slovenija. Kasneje se je uveljavila zlasti na Nizozemskem, kjer poleg igranja v orkestru nastopa kot solistka, v komornih skupinah ter snema za radijske ustanove v Hilversumu. Sodeluje in nastopa tudi na mednarodnih harfističnih tednih.